# Brygge-den-döda

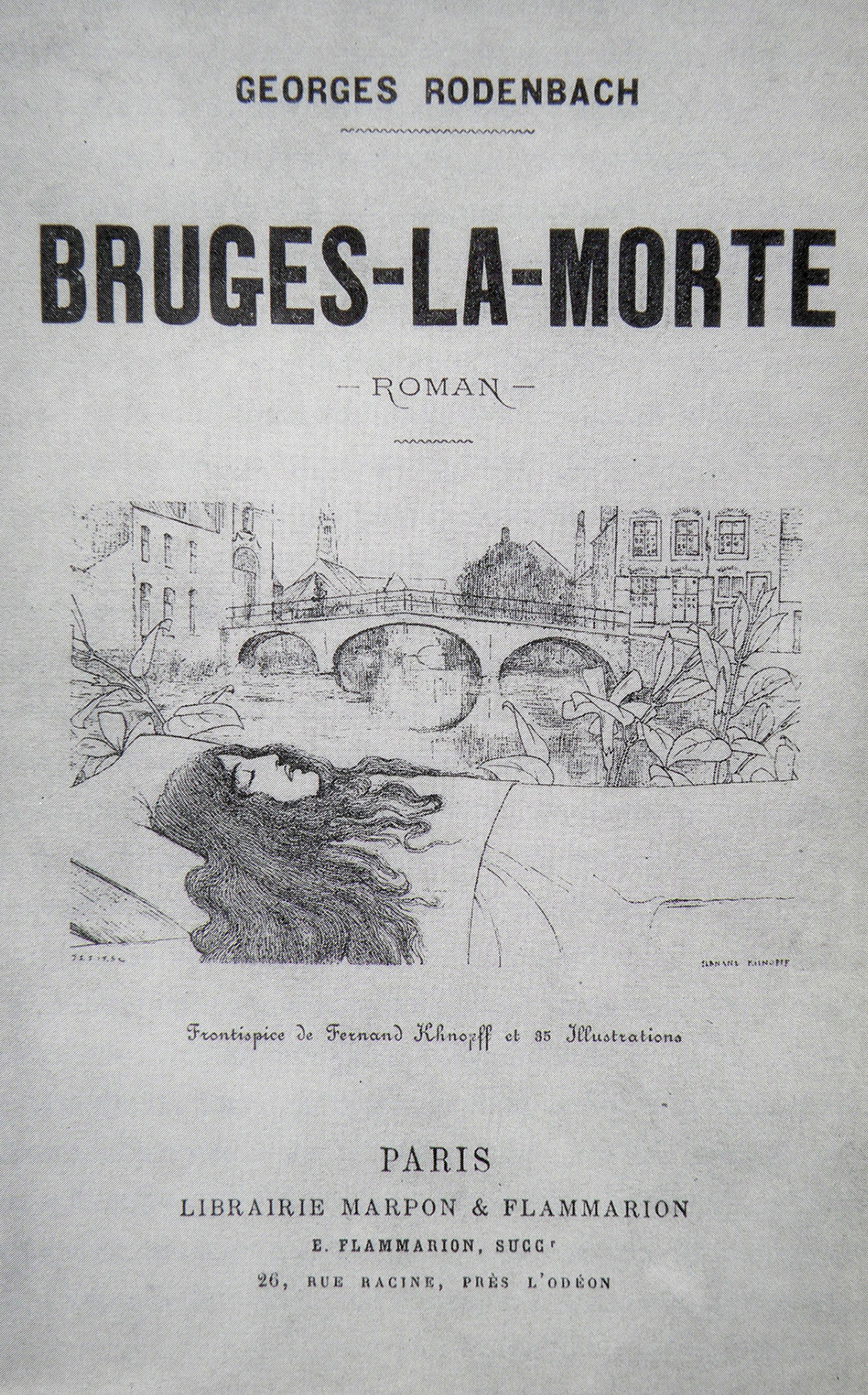
Omslagsteckning av Fernand Khnopff

Brygge-den-döda (franska: Bruges-la-morte) är en roman från 1892 av den belgiske författaren Georges Rodenbach. Den handlar om en man som inte kan komma över sin döda hustru, och därför flyttar till staden Brygge i syfte att tyna bort. 
Boken gavs ut på svenska 1904 i översättning av Agnes Palmgren, med titeln Det döda Brügge. En nyöversättning av Leif Jäger gavs ut 2014. Utgåvan från 1892 är förmodligen den första romanen någonsin där fotografier har varvats bland sidorna. Stephane Mallarmé inspirerades av romanen, och i symbolistiska, fin de siècle-kretsar började man vallfärda till Brygge.  

## Romanen

### Förord
Romanen inleds i merparten av utgåvorna, dock inte i manuskriptet eller den första utgåvan, av ett förord. Förmodligen är förordet ett sätt att förbereda läsaren på de fotografier som vävts in i romanen, vilket lär ha varit första gången i litteraturen, och något som sannolikt förvånade läsaren. Rodenbach har också framhållit att det var ett sätt att göra staden till en romanfigur i sig och inte bara fond för berättelsen.
I denna passionerade studie har vi även och framförallt velat frammana en Stad, där Staden framstår som romanfiguren, sammanlänkad med de rådande känslostämningarna, som antingen förespråkar eller avråder, för att driva handlingen framåt. 
På detta sätt gestaltar vi verkligen Brygge, som vi har haft nöjet att utforska, nästan som en levande varelse. En överlägsenhet över staden etableras över dem som befinner sig där. Den formar dem efter dess platser och dess kyrkklockor. Det är detta vi har strävat efter att åstadkomma: Staden som styr handlingen; det urbana landskapet är inte längre bara en fond, utan är integrerat i själva bokens handling, inte bara som deskriptiva bakgrunder valda på måfå. 

Det är därför det är så viktigt, eftersom dessa miljöer i Brygge samarbetar med händelseförloppet, ja, de återskapar dem till och med, vävda in mellan dess sidor: kajer, öde gator, gamla hus, kanaler, trädgårdar, kyrkor, religiösa artefakter, klocktorn, så att läsaren också kan känna Stadens inflytande och närvaro, känna smittan från de närliggande vattnen, och i sin tur uppleva skuggan från de höga tornen som sprider ut sig i texten.

### Handling
Romanen innehåller flera lager, bland annat en kärleksberättelse, en sorts kriminalroman och en skräckroman, förmedlat via en poetisk prosa. Blandningen av olika genre är ett exempel på den genrehybridisering som var vanligt förekommande under den litterära dekadensen, i synnerhet under fin de siècle.
Läsaren följer Hugues Viviane, som har flytt den mer "kosmopolitiska staden", för att bosätta sig på Quai du Rosaire i Brygge. Där lever han, tillsammans med sin mycket religiösa hushållerska, ett lugnt och tillbakadraget liv, och odlar sin smärta i minnet av sin döda fru. Från henne har han sparat en blond hårlock som han plockar fram varje dag. Han har inte valt Brygge av en slump, för staden, med dess invånare och omgivningar, liknar hans sorg och till och med hans hustrus död.
En kväll när han har gått ut ur Vårfrukyrkan i Brygge stöter han på en okänd ung kvinna, vars likhet med hans döda hustru är så slående att han blir som paralyserad. Han följer henne till teatern, där han får veta att det rör sig om skådespelerskan Jane Scott, som just då spelade en dansare i Giacomo Meyerbeers Robert le Diable. De inleder ett kärleksförhållande, och han önskar återfinna lyckan som han har känt med sin fru. Men den stränga staden förebrår honom för denna skandalösa relation. Berättelsen slutar i en tragedi. Under den stora årliga processionen i Brygge i samband med Kristi himmelsfärdsdag stryper han henne med den hårlock som hon, utan att veta om det, har vanhelgat.

### Fotografier
Bruges-la-Morte är sannolikt den första romanen någonsin som väver in fotografi i romanen. I Bruges-la-Mortes följe har flera författare vävt in fotografier i sina verk, bland andra Virginia Woolf i Orlando, André Breton i Nadja och W.G. Sebald i flera av sina verk.
Originalutgåvan av Bruges-la-Morte från 1892 innehåll 35 rastrerade återgivningar av fotografier från två parisiska fotografiska företag. Efter denna originalutgåva inkluderades inte fotografierna igen förrän i en nyutgåva 1998. Samtidigt har just dessa fotografier en central betydelse i romanen, och forskare har framhållit romanen som en av de viktigaste romanerna som blandar litteratur och fotografi. Paul Edwards vid universitetet i Reims menar att det i sig är en roman om fotografi, och att fotografierna precis som övriga symboler i romanen är reliker över det förgångna. Michael Newman å sin sida menar att fotografierna används just för att belysa tendensen att se staden som en figur i sig själv i romanen.

## Tillkomst
Rodenbach levde aldrig i Brygge, och tycks redan från början främst ha sett staden som fiktion. I det inledande förordet skriver han också att staden är som en romanfigur som länkas samman med dess rådande känslostämningar.

## Influenser
| John Everett Millais Ophelia. |  | Fernand Khnopffs frontespis till Bruges-la-Morte från 1892. |
| John Everett Millais Ophelia. |  | Fernand Khnopffs frontespis till Bruges-la-Morte från 1892. |

Den amerikanske författaren Edgar Allan Poe har haft ett stort inflytande på romanen, liksom på symbolismen och fin de siècle-litteraturen i allmänhet. Det gäller stilen men även teman som dödens ofrånkomlighet, smärtan som närståendes död förorsakar, och illusionen av människors återuppståndelse. Det sättet varigenom de öde omgivningarna tycks reflektera huvudfigurens känslostämningar hämtar också inspiration från Poe, och i synnerhet Huset Ushers undergång, liksom stadens betydelse som fond för intrigens handling.
Den franske fenomenologen Gaston Bachelard menar också att fantasierna och drömmarna om döden, och döden som ände på världsliga lidanden och möjligheten till att återse nära och kära som dött, har likheter med Hamlets Ofelia, som dränker sig själv i det trögflytande vattnet medan hon flätar långa blomstergirlanger. Influenserna från Ofelia kan också ses i de uppenbara likheterna mellan John Everett Millais "Ophelia" och Fernand Khnopffs frontespis till Bruges-la-Morte från 1892.

## Mottagande
Romanen uppmärksammades tidigt av Stéphane Mallarmé.
Jonas Thente skrev 2014 i Dagens Nyheter: "Det är en liten pärla, full av vackert affekterade meningar ('Hans bleka ögon var fästa på en punkt långt i fjärran, bortom livet') och ett strålande exempel på en sorts litteratur som är fjättrad i tiden och aldrig på allvar kan upprepas i vårt ironiska tidevarv."

## Eftermäle
Romanen blev stilbildande som symbolistisk roman. Den har även ansetts vara en av de viktigaste exemplen på fin de siècle-dekadens, tillsammans med bland andra Jean Lorrains Monsieur de Bougrelon och Joris-Karl Huysmans À rebours. Romanen fick kulturintresserade att vallfärda till Brygge i hopp om att få uppleva den melankoli som boken skildrar. Romanen blev mycket snabbt en bästsäljare, och inspirerade andra författare till att skriva romaner och andra texter om det döda Brygge, bland annat Camille Mauclair och Joris-Karl Huysmans. Andra europeiska städer började också tematiseras som döda städer, såsom Thomas Manns Döden i Venedig och Leopoldo Alas La Regenta. Toledo, Aigues-Mortes och Prag är ytterligare tre exempel på städer som återkom i fin de siècle-romaner. Svenskan Annie Åkerhielm var inspirerad av boken när hon skrev sin roman Den sofvande staden, som handlar om Gävle.
Eduard Cairol ser romanen som central i mötet mellan tematiseringen av förlusten av en förgången tid och framväxten av en ny litterär genre som väver samman modern underhållning och nya tekniker på ett sätt som får högkultur och lågkultur att mötas.

## Adaptioner
Tonsättaren Erich Wolfgang Korngold använde Brygge-den-döda som förlaga till sin opera Den döda staden från 1920.